# Cheukshin
Cheukshin (Hangul: 측신, Hanja: 廁神) o Cheuksin es la diosa del baño de la mitología coreana. A diferencia de las deidades domésticas más conocidas, como Jowangshin, dios del hogar, su culto forma una parte menor del culto de los Gashin.

## Mitología
En el mito de Munjeon Bonpuri se narra  como Cheuksin se convierte en la diosa del baño. En la historia, Noiljadae (o su hija, en algunas versiones), mata a Yeosan Buin e intenta matar a sus siete hijos. Sin embargo, Noiljadae se suicida cuando su séptimo hijo, Nokdisaengin, frustra su plan, y Yeosan Buin vuelve a la vida con las flores Hwansaengkkot. Yeosan Buin se convierte en Jowangshin, la deidad de la cocina, el hogar y el fuego. Noiljadae se convirtió en la diosa del baño, Cheukshin, porque se ahorcó en el baño.
Cheuksin es una diosa conocida por su ferocidad y hostilidad. Debido al ambiente  oscuro y húmedo en el interior del retrete exterior, los incidentes relacionados con baño se consideraban como ataques de las fuerzas del mal.
Debido a la relación entre Cheukshin y Jowangshin, era un tabú en la sociedad coreana hacer el baño al lado de la cocina, o hacer que la puerta del baño mirara hacia la cocina. Sin embargo, en realidad fue porque las heces causarían que los alimentos en la cocina se infecten con patógenos.

## Adoración
Se creía que Cheukshin aparecía como una joven virgen con cabello de 150 centímetros de largo. Se decía que la diosa, enfurecida en su exilio a la letrina por la deidad suprema Cheonjiwang y la diosa de la cocina Jowangshin, pasaba tiempo contando todo su cabello.
Pensaban que se aparecía en los tres días que contenían el número seis; los coreanos evitaron la letrina en estos tres días para no provocar accidentalmente su ira. Por lo tanto, los coreanos realizaban jesas, o rituales, en los días sexto, decimosexto y vigésimo sexto del calendario lunar, o cuando un zapato o un niño caían en el inodoro. Las jesas también se le consagraban cuando un cerdo contraía una enfermedad y moría, cuando una profecía advirtía sobre la ira de la diosa o cuando se construía la letrina.
En las jesas dedicadas a ella, ponían todos los ingredientes posibles dentro de un Tteok, que se llamaba Ttongtteok, que significa "pastel de arroz con depósitos". Le era servido también se sirvió arroz no glutinoso.
Se la consideraba la más peligrosa de los Gashin; se creía que despreciaba a los niños (posiblemente debido a su caída por el niño Nokdisaengin) y los arrojaba al inodoro. Cuando los niños caían en la poza, se creía que morirían antes de alcanzar la madurez a menos que se hiciera un jesa para apaciguarla.
Si alguien entraba a la letrina sin toser tres veces, se creía que usaba su cabello largo para atacar al intruso. Cuando el cabello tocaba la piel, el intruso se enfermaba y moría. Incluso un mudang o chamán no podría apaciguar a la diosa si atacaba a una persona con el pelo.
Se creía que encarnaba una tira de tela o papel blanco colgada en el techo de la letrina.
También se creía que era la deidad del castigo legal, siguiendo las órdenes de la deidad de la casa Seongjushin.
No se llevaron a cabo guts ni rituales chamánicos para dedicar Cheukshin, a diferencia de las muchos guts y bonpuris (historias de deidades) dedicadas a otros Gashin. Esto se debía a que se creía que  era una deidad malvada y malévola, a diferencia de los otros Gashin.
Debido al conflicto de Jowangshin y Cheukshin (ver Munjeon Bonpuri, en Corea era tabú llevar algo de la letrina a la cocina, y viceversa).

## Otros nombres
- Cheukganshin (측간신)
- Byeonso Gwishin (변소 귀신)
- Dwitgan Gwishin (뒷간 귀신)
- Buchul Gaxi (부출 각시)
- Chikdo Buin (칙도 부인)
- Cheukdo Buin (측도 부인)
- Cheukshin Gaxi (측신 각시)
- Chigwi (치귀)
- Jeongnan Gwishin (정난 귀신)
- Madeline Wuntch